# Doraemon: Nobita và vương quốc robot
Doraemon: Nobita và vương quốc robot (ドラえもん のび太とロボット王国 Doraemon Nobita to Robot Kingdom) hay còn được biết đến với tên Cuộc chiến ở xứ sở rô-bốt là bộ phim hoạt hình Doraemon thứ 23 được ra mắt tại Nhật Bản. Ngoài ra, bộ phim còn có một số tên gọi không chính thức như Vương quốc rôbôt. Là phim khoa học viễn tưởng của đạo diễn Shibayama Tsutomu. Phim được công chiếu ở Nhật vào ngày 09 tháng 3 năm 2002, cùng lúc với The Doraemons: Goal! Goal! Goal!! và Boku no Umareta Hi.
Sau Nhật Bản, phim được phát hành ở một số quốc gia trên thế giới: Hồng Kông (chiếu rạp 3 tháng 4 năm 2004), Thái Lan (chiếu rạp 30 tháng 9 năm 2004), Đài Loan (chiếu rạp 9 tháng 2 năm 2005), Tây Ban Nha (chiếu rạp 2 thámg 3 năm 2005) và Bồ Đào Nha (phát hành DVD 1 tháng 3 năm 2005). Tại Việt Nam, phim từng được Công ty Cổ phần Truyền thông Trí Việt mua bản quyền và phát sóng trên kênh HTV3 vào ngày 15 tháng 3 năm 2013. Tại Nhật Bản phim được phát hành dưới dạng băng VHS và DVD bởi Toho. Phiên bản truyện tranh được họa sĩ Okada Yasunori đăng trên tạp chí CoroCoro Comic từ tháng 2 đến tháng 3 năm 2002. Ca khúc mở đầu phim là "Doraemon no Uta" (ドラえもんのうた, dịch nghĩa Bài hát về Doraemon) do Yamano Satoko trình bày, ca khúc lồng trong phim "Hitori Janai - I'll Be There" (ひとりじゃない 〜I'll Be There〜, dịch nghĩa Tôi sẽ ở đó) do KONISHIKI và Niiyama Chiharu trình bày và ca khúc kết thúc là "Issho ni Arukou - Walking Into Sunshine" (いっしょに歩こう 〜Walking Into Sunshine〜, dịch nghĩa "Đi vào ánh Mặt Trời") do KONISHIKI trình bày. Ca khúc tiếng Việt mở đầu là "Doraemon" do Huyền Chi trình bày và kết thúc là "Mùa vui" do Trí Luân trình bày.

## Nội dung

Bìa truyện Nobita và vương quốc robot

Doraemon và những người bạn của mình gặp một cậu bé robot kỳ lạ từ một cỗ máy đặt hàng tương lai. Qua một mê cung không gian thời gian khó khăn (có thể là một hố sâu), cuối cùng họ cũng đến được hành tinh của cậu bé, nhưng nhiều bảo bối rơi mất. Cả nhóm đến nhà của Tiến sĩ Capek và tìm hiểu về "Kế hoạch tái tạo robot" của Nữ hoàng Jane để loại bỏ cảm xúc của robot xuất phát từ việc mất người cha báo thù trước đó và sự hỗ trợ của Chỉ huy Dister. Poko trẻ rời đi một mình để tìm kiếm Maria bị bắt, người bị quân đội của Nữ hoàng tấn công. Nhóm cứu cậu bé, nhưng Doraemon, một robot, bị bắt. Anh ta bị nhốt và gặp Maria. Nhờ "bọ chét cù lét", anh ta đã đánh bại "Vua bất khả chiến bại" trong trận chiến ở đấu trường robot và gặp lại bạn bè của mình. Cả Doraemon và Poko đều lên đường đến Thung lũng Cầu vồng và vô tình cứu Nữ hoàng Jane khỏi âm mưu giết người của Dister, người giờ đã trở thành Vua mới. Họ và người dân của vương quốc robot đã tấn công Dister ở Rome nhưng không ngờ đây là một robot khổng lồ. Nhờ có "vô lăng vạn năng", Nobita điều khiển " Robot Đấu trường" để đánh bại Robot thành Droi nhưng nó biến thành một tên lửa mang cả Doraemon và Maria, chuẩn bị đâm vào mặt trăng - một vệ tinh tự nhiên của hành tinh này. Nhờ vào máy giao hàng, Doraemon đã đoàn tụ với bạn bè và mẹ của mình, Poko, được đoàn tụ; họ cũng phát hiện ra rằng Dister là em trai của Tiến sĩ Capek. Cuối cùng, vương quốc robot trở lại những ngày bình yên, hạnh phúc như trước.

## Sản xuất

### Nhà sản xuất
Bộ phim là sản phẩm của:
- Hãng hoạt hình Shinei (Shinei Animation).
- Nhà xuất bản Shogakukan.
- Hãng truyền hình Asahi.

### Phân vai
| Nhân vật        | Diễn viên lồng tiếng | Diễn viên lồng tiếng  |
| Nhân vật        | Nhật Bản             | Việt Nam              |
| --------------- | -------------------- | --------------------- |
| Doraemon        | Ōyama Nobuyo         | Nguyễn Thụy Thùy Tiên |
| Nôbita          | Ohara Noriko         | Nguyễn Anh Tuấn       |
| Shizuka         | Nomura Michiko       | Trương Ngọc Châu      |
| Jaian           | Tatekabe Kazuya      | Lâm Quốc Tín          |
| Suneo           | Kimotsuki Kaneta     | Thái Minh Vũ          |
| Jane            | Niiyama Chiharu      | Lê Hà Khánh Vân       |
| Poko            | Kuwashima Houko      | Lưu Ái Phương         |
| Maria           | Fujita Toshiko       | Nguyễn Huỳnh An       |
| Capek           | Hozumi Takanobu      | Đặng Hạnh Phúc        |
| Distor          | Moriyama Ryouichirou | Nguyễn Trí Luân       |
| Mẹ Nobita       | Chijimatsu Sachiko   | Nguyễn Vũ Minh Chuyên |
| Onabe           | Aikawa Rikako        | Nguyễn Quốc Quân      |
| Alice           | Minami Omi           | Trần Gia Trí          |
| Toroi           | Tobita Nobuo         | Hồ Tiến Đạt           |
| Krulinpa        | Nozawa Masako        | Phan Thị Kim Phước    |
| Chiến binh Gong | Gouri Daisuke        | Trần Vũ               |
| Gonsuke         | Shimada Bin          | Trịnh Kiêm Tiến       |
| Robby           | Ginga Banjou         | Hồ Chơn Nhơn          |